# Gymnázium Františka Martina Pelcla
Gymnázium Františka Martina Pelcla je gymnázium v Rychnově nad Kněžnou. Je jedním z nejstarších gymnázií v Královéhradeckém kraji, momentální počet studentů přesahuje hranici čtyř set. Významnými absolventy školy jsou například František Martin Pelcl, Hynek Vysoký, Jiří Stanislav Guth-Jarkovský, Otmar Vaňorný, Jan Blahoslav Čapek, Karel Plachetka nebo Jiří Šlitr. Dva a půl roku zde studoval i olympijský vítěz v desetiboji Roman Šebrle, jehož jméno nese i školní sportovní hala. K novodobým absolventům patří i anglo-americká herečka českého původu Petra Bryant, vlastním jménem Petra Štefanidesová.